# Eucyrtops latior
Eucyrtops latior är en spindelart som först beskrevs av O. Pickard-Cambridge 1877.  Eucyrtops latior ingår i släktet Eucyrtops och familjen Idiopidae.
Artens utbredningsområde är Western Australia. Inga underarter finns listade i Catalogue of Life.